# اینه زیت
اینه زیت  (به انگلیسی: Inesite) با فرمول شیمیایی Ca2Mn7[Si5O14OH]2.5H2O از مجموعه کانی هاست و رنگ خود را در نور از دست می‌دهد. کانی مشابه آن رودونیت است. از کلمه یونانی ines بمعنای رشته‌های گوشت پرندگان گرفته شده‌است کمی در HCl محلول است. CaO:۸٫۵۳٪  MnO:۳۷٫۶۸٪  SiO۲:۴۵٫۵۷٪  H2O:۸٫۲۲٪  برای اولین بار در سوئد کشف شد و از نظر شکل بلور: منشوری - پهن و کوتاه، رنگ: صورتی - قرمز -نارنجی با پولکهای قهوه ای، شفافیت: نیمه شفاف، شکستگی: نامنظم، جلا: شیشه ای، سیستم تبلور: تری کلینیک و در رده‌بندی سیلیکات است  و منشأ تشکیل آن هیدروترمال است.
همایند کانی‌شناسی (پارانژ) آن رودونیت- کلسیت- رودوکروزیت- رودونیت است
، از نظر ژیزمان بلوری - آگرگات بادبزنی تقریباََ کمیاب است و بیشتر در آلمان، چک اسلواکی، رومانی، سوئد، ژاپن و استرالیا یافت می‌شود.

## منبع
- پردیس کشاورزی ایران